# ぐっと山形
ぐっと山形（ぐっとやまがた）は、山形県山形市にある株式会社山形県観光物産会館が運営する土産の専門店。山形県内の特産品を販売しており、土産物店および飲食店で構成される。

## 概要
山形市の南西に位置し、国道13号沿いに存在する。上山市の市境と非常に近く、山形上山インターチェンジもすぐ近くに存在する。
1984年に山形県観光物産会館として開館。2016年4月27日に現在の愛称である「ぐっと山形」としてリニューアル・オープンした。主に店内が全面的な改装が行われ、フードコートなども新しく新設された。外の入り口中央にはイベント広場も設けた。
ぐっと山形のぐっとは「Good」、「ぐっと近くに」、お客様と山形が「ぐっと身近」であるようにとの願いが込められている。
隣接地に道の駅やまがた蔵王が開業するため、連携を重視した改装が2023年4月に行われた。道の駅は2023年12月3日にグランドオープンした。

## 所在地
山形県山形市表蔵王68

## 営業時間
- 午前9時30分〜午後5時30分

## アクセス[3]
- JR山形駅から車で15分。
- JR蔵王駅から車で5分
- 東北中央自動車道・山形上山ICから車で1分。
- 山形自動車道・山形蔵王ICから車で15分。
- 山形空港から車で40分。

無料駐車場有・大型車・バス駐車可

## 周辺
- 山形県道21号蔵王公園線
- 山形上山IC（東北中央自動車道）
- 須川
- リナワールド
- 蔵王カントリークラブ
- シベールファクトリーメゾン
- 黒沢温泉
- 蔵王みはらしの丘
- コストコかみのやま倉庫店
- 宮城県道・山形県道12号白石上山線 蔵王エコーライン